# Väderkvarn vid Zaandam
Väderkvarn vid Zaandam eller Väderkvarn och båt vid Zaandam (danska: Vindmølle og både ved Zaandam, Holland) är en oljemålning av den franske impressionistiske konstnären Claude Monet från 1871. Den ingår i Ny Carlsberg Glyptoteks samlingar i Köpenhamn sedan 1986.
Under fransk-tyska kriget bosatte sig Monet med familj i London för att undgå inkallelse till armén. Efter krigsslutet 1871 återvände Monet till Frankrike. Men på rekommendation av landskapsmålaren Charles-François Daubigny tog han omvägen förbi den fridfulla holländska byn Zaandam där han tillbringade fem månader. Det platta landskapet med sina många väderkvarnar och kanaler inspirerade Monet och här tillkom omkring 20 målningar. 
Det som är ovanligt med Väderkvarn vid Zaandam är det låga perspektivet och horisontlinjens höga placering. Utgångspunkten tycks vara nära vattenytan, kanske i en båt, vilket understryker vattnets betydelse i målningens komposition.    